# میودراگ آنجلکوویچ
میودراگ آنجلکوویچ (انگلیسی: Miodrag Anđelković؛ زادهٔ ۷ فوریهٔ ۱۹۷۷) بازیکن فوتبال و مدیر فوتبال اهل صربستان است که در پست مهاجم فوتبال بازی می‌کرد.